# メタノフラン

構造

メタノフラン（Methanofuran）は、メタン菌に見られる有機化合物である。Rがトリカルボキシヘプタノイル基のときメタノフラン、グルタミル-グルタミルのときメタノフランb、トリカルボキシ-2-ヒドロキシヘプタノイル基のときメタノフランcと呼ぶ。

## メタノフランのホルミル化
メタノフランはメタン発酵の早い段階でホルミル化され、ホルミルメタノフランとなる。その酵素はホルミルメタノフランデヒドロゲナーゼ(EC: 1.2.99.5)であり、酵素反応には二酸化炭素が使われ、メタン生成経路の第一級炭素の供給源となる。

## メタノフランの脱ホルミル化
ホルミルメタノフラン:テトラヒドロメタノプテリンホルミルトランスフェラーゼは、ホルミル基をホルミルメタノフランからテトラヒドロメタノプテリン（H4MPT）のN5位へ転位する。この酵素は結晶化されている（補欠分子族は含んでいない）。